# Lâm Sơn, Lương Sơn
Lâm Sơn là một xã phía tây bắc của huyện Lương Sơn, tỉnh Hòa Bình, Việt Nam.

## Địa lý
Xã Lâm Sơn nằm phía Tây Bắc huyện Lương Sơn, cách trung tâm Hà Nội 46 km, có vị trí địa lý:
- Phía tây giáp thành phố Hòa Bình
- Phía bắc giáp thành phố Hà Nội
- Phía đông giáp với xã Hòa Sơn và thị trấn Lương Sơn
- Phía nam giáp với xã Tân Vinh và Cao Sơn.

Có tổng diện tích tự nhiên là 3.554,64ha; dân số trung bình 4380 nhân khẩu/ 1.100 hộ, gồm 8 xóm được phân bố dọc theo 8 Km nằm chạy dài trên trục quốc lộ 6 từ Km44+500 tới Km52+500 nối liền Hà Nội với vùng Tây Bắc. Có vị trí địa lý và giao thông thuận lợi, cơ sở hạ tầng từng bước được đầu tư, các công ty doanh nghiệp tiếp tục đầu tư sản xuất kinh doanh có hiệu quả trên địa bàn.
Về tài nguyên thiên nhiên:
Địa hình chủ yếu là đồi - núi đá vôi xen kẽ, dưới các thung lũng là các dòng suối, khe nước tập trung thành đầu nguồn sông Bùi.
- Lâm Sơn là xã miền núi, diện tích đất tự nhiên chủ yếu là đất lâm nghiệp chiếm 69,36% với 2.475,87 ha. Trong đó:
- Đất rừng sản xuất là: 1.530,54 ha chiếm 42,88% diện tích đất tự nhiên;
- Đất rừng phòng hộ là: 228,63 ha chiếm 6,4% diện tích đất tự nhiên;
- Đất rừng đặc dụng là: 716,7 ha chiếm 20,08% diện tích đất tự nhiên.

Nguồn tham khảo: http://xalamson.hoabinh.gov.vn/index.php/ch-c-nang-nhi-m-v Lưu trữ ngày 13 tháng 2 năm 2023 tại Wayback Machine - Cổng thông tin điện tử tỉnh Hoà Bình.

### Dân cư
Lâm Sơn cũng là nơi phát hiện ra di tích người tối cổ cách đây hàng vạn năm với di chỉ Hang Tằm, cho thấy sự hiện diện của con người từ rất lâu ở vùng đất cổ này. Trước thời kỳ cận đại, nơi đây là địa bàn sinh sống của người Mường trước khi có người Kinh đến định cư.
Dân số 4.380 nhân khẩu/ 1.100 hộ, (dân tộc mường chiếm 49%; dân tộc kinh chiếm 51%). Hiện nay, toàn xã có khoảng 5.000 người, chủ yếu thuộc 2 dân tộc chính là người Mường và Người Kinh.

## Hành chính
Xã Lâm Sơn được chia thành 8 xóm: Đồng Gạo, Rổng Vòng, Rổng Tằm, Rổng Cấn, Lam Sơn, Đoàn Kết, Kẽm, Dốc Phấn.

## Lịch sử
Vùng đất Lâm Sơn được hình thành từ lâu đời trong lịch sử, mặc dù trải qua nhiều quá trình thay đổi địa giới hành chính, xong xã Lâm sơn vẫn thuộc Châu Lương Sơn ( huyện Lương Sơn ngày nay). Trong giai đoạn đầu thế kỷ 20 đến trước năm 1945, Lâm Sơn thuộc xã Mỗ Sơn, Tổng Cư Yên, Châu Lương Sơn, tỉnh Hòa Bình.
Cách mạng tháng Tám thành công, Nhà nước Việt Nam Dân chủ Cộng hòa chủ trương bãi bỏ cấp Tổng và cho phép sáp nhập một số xã nhỏ thành xã lớn hơn. Cuối năm 1946, hai xã Mỗ Sơn, Tổng Cư yên và xã Quấtt Lâm, Tổng Bằng Lộ xáp nhập lại thành xã Hùng Sơn, là địa bàn sinh sống của nhân dân các dân tộc Mường Kinh, Dao, cư trú trên địa bàn 18 xóm, trong đó những xóm chính là: Xóm Bai Đá, Xóm Cố Thổ, Xóm Bùi Trám, Suối Nẩy, Đồng Táu, Gò Bài, Đồng Gội, Đồng Quýt, Xóm Mòng, Xóm Đồng Bái, xóm Mỏ, xóm Phố, Xóm Bãi Lạng, xóm Rổng Cấn, xóm Rổng Tằm, Rổng Vòng, và xóm Thung Dâu.
Sau năm 1954 nhận thấy địa bàn các xã có diện tích quá rộng, trong khi dân cư sinh sống không tập trung, giao thông đi lại khó khăn, cán bộ ít, trình độ còn hạn chế, Năm 1956, Tỉnh ủy, Ủy ban hành chính tỉnh Hòa Bình đã có tờ trình xin chia nhỏ các xã; để thuận tiện cho địa phương xây dựng và phát triển, Ủy ban hành chính Liên khu III đã ra Quyết nghị số: 469 - TC/KB, ngày 27 tháng 7 năm 1957 chia xã Hùng Sơn thành 3 xã mới là xã Lâm Sơn, xã Hùng Sơn và xã Hòa Sơn, từ đó xã Lâm Sơn được thành lập, ban đầu gồm các xóm Rổng Cấn, Rổng Vòng, Rổng Tằm, Thung Dâu.
Trong thời kỳ kháng chiến chống Mỹ, xã Lâm Sơn với địa thế núi Đá hiểm yếu là nơi sơ tán của các cơ quan Trung ương, Tỉnh, Huyện và là nơi đóng quân của nhiều đơn vị bộ đội và công an trong đó có một bộ phận in báo Nhân dân và trường huấn luyện đạo tạo cán bộ cho miền nam, thuộc ban thống nhất Trung ương ( về sau giao lại cho trường cảnh sát nhân dân đến sơ tán và đóng trụ sở tại đây); Tập đoàn sản xuất Chí Hòa một đơn vị thuộc Liên đoàn sản xuất Cửu Long của cán bộ Miền Nam tập kết ra bắc, nơi Bác Hồ đã ghé thăm ( nay thuộc địa bàn xóm Dốc Phấn); sau ngày đất nước thống nhất 1975 các đơn vị như Xí nghiệp vôi đá 1-5; Xí nghiệp vật tư, máy kéo; Trung đoàn 897; Đội sản xuất nông trường chè cửu long; Lâm trường lương Sơn đã đã đóng trụ sở sản xuất và kinh doanh trên địa bàn của xã Lâm Sơn.
Năm 1974 Xóm Trạc Lươn được thành lập trên cơ sở các hộ gia đình công nhân xí nghiệp vật tư, máy kéo, một số hộ dân ở Hà Nội sơ tán trong thời kỳ chiến tranh. Năm 1987 xóm Đồng Gạo được thành lập gồm các hộ gia đình công nhân đội sản xuất 216 xí nghiệp 897; xóm Đoàn Kết được thành lập gồm các hộ gia đình công nhân xí nghiệp 897 và một số gia đình cán bộ và nhân viên Trường cảnh sát nhân dân; xóm Lam Sơn được thành lập gồm các hộ gia đình công nhân đội chè Lam Sơn, Nông trường Cửu Long; xóm Dốc Phấn gồm các hộ gia đình công nhân xí nghiệp vôi đá 1-5 và xóm Kẽm thành lập gồm các hộ gia đình công nhân Lâm trường Lương Sơn, lúc này xã Lâm Sơn gồm có 9 xóm; năm 2004 và 2006 các hộ dân xóm Rổng Vòng, Rổng Cấn, Rổng Tằm, Lam Sơn phải di dời đến các khu tái định cư mới để thực hiện công tác giải phóng mặt bằng cho 2 dự án Làng văn hóa các dân tộc Hòa Bình và Sân gôn Phượng Hoàng, xong đến nay vẫn ổn định 9 xóm là Xóm Kẽm, Lam Sơn, Đoàn kết, Rổng Vòng, Đồng Gạo, Rổng Cấn, Rổng Tằm, Xóm Tám, Dốc Phấn.
Nguồn: http://xalamson.hoabinh.gov.vn/index.php/co-c-u-t-ch-c Lưu trữ ngày 9 tháng 2 năm 2023 tại Wayback Machine
Theo Quyết định số 3026/QĐ-UBND của UBND tỉnh Hoà Bình ngày ngày 25 tháng 12 năm 2018 về việc nhập, đặt tên, đổi tên thôn, xóm, tổ dân phố trên địa bàn tỉnh Hoà Bình thì xóm 8 được nhập vào xóm Dốc Phấn, đặt tên là xóm Dốc Phấn. Như vậy trên địa bàn xã Lâm Sơn còn lại 8 xóm: Xóm Kẽm, Lam Sơn, Đoàn kết, Rổng Vòng, Đồng Gạo, Rổng Cấn, Rổng Tằm, Dốc Phấn.

## Kinh tế
Kinh tế chủ yếu của xã nông lâm nghiệp. Ngoài ra, một bộ phận kinh tế xã từ nguồn thu du lịch và các dịch vụ hỗ trợ du lịch.

## Văn hóa - du lịch

### Danh thắng
- Làng văn hoá các dân tộc Hòa Bình, nằm cách Hà Nội 47 km, với quy mô hơn 140 ha. Nơi đây giới thiệu nếp sinh hoạt văn hóa dân gian truyền thống như chơi đu, ném còn, bắn nỏ, bắn cung, với những ngôi nhà sàn cổ hàng trăm năm tuổi, tự mình chế biến các món ăn dân tộc như cơm lam, thịt gà nấu măng chua, thịt trâu lá lồm, thịt lợn rừng hun khói hoặc nướng với hạt rổi, rấm rút....cùng với các nghệ nhân của địa phương. Du khách cũng có thể đắm mình trong những câu dân ca, hát ru, điệu mời trầu tình tứ của chàng trai cô gái Mường.